# Урочище Кесарка
Урочище «Кесарка» — ландшафтний заказник місцевого значення. Оголошений відповідно до рішення 34 сесії Вінницької обласної ради 5 скликання від 25.10.2010 р. № 1138. Розташований на південь від с. Кивачівка Гайсинського району Вінницької області, перебуває у віданні ВОКСЛП «Віноблагроліс». Площа 9,8 га.
Охороняється ділянка природного лісу, де переважають дубово-грабові насадження.